# Dominik Landsman
Dominik Landsman (* 14. října 1985 Pardubice) je český spisovatel a bloger.

## Život
Vystudoval obor Finance podniku na Vysokém učení technickém v Brně. Poté pracoval jako realitní makléř. Při změně zaměstnání se rozhodl po čtrnácti dnech sám dát výpověď a zůstal místo manželky na rodičovské dovolené.
O zážitky z rodičovské dovolené se začal dělit postupně na blogu. Po velkém úspěchu těchto příspěvků se rozhodl vydat blogové zápisky knižně. Bestseller Deníček moderního fotra se dočkal v roce 2021 zfilmování.
Věnuje se psaní satirických článků pro rubriku Divoký kačer v magazínu Reflex.

## Dílo
- Deníček moderního fotra aneb Proč by muži neměli mít děti, 2012
- Deníček moderního fotra 2 aneb Pánbůh mi to oplatil na dětech, 2014
- Deníček moderního páru aneb Ženy jsou z Venuše a muži jsou debil, 2016
- Továrna na debilno, 2017
- Lapuťák a kapitán Adorabl, 2017
- Vzpoura pražské kavárny, 2018
- Deníček moderního fotra 3 aneb Historky z rodičovského podsvětí, 2018
- Dovolená s moderním fotrem, 2018
- Kapitán Adorabl a bambitka černokněžníka Vorána, 2019
- Bez frází a bez jůtubu, 2020
- Na chalupě s moderním fotrem, 2020
- Někdo mě má rád, 2020
- Karanténa s moderním fotrem, 2021
- Híťovo kouzelné dobrodružství, 2022
- Rybář Jarmil Koloušek, 2023

## Filmy
- Deníček moderního fotra, 2021

## Ocenění
- Magnesia Litera 2015 – nominace v kategorii Blog roku
- Kniha roku 2020 – vítězství v kategorii kniha pro děti s knihou Kapitán Adorabl a bambitka černokněžníka Vorána[5]